# Chris Sievey
Christopher Mark Sievey (* 25. August 1955 in Ashton-on-Mersey, Sale; † 21. Juni 2010 in Wythenshawe, Manchester) war ein englischer Musiker und Komiker. In den 1970ern war er Frontmann der Band The Freshies und seit Anfang der 1980er verkörperte er die Rolle Frank Sidebottom.
Sievey trat Ende der 1980er, Anfang der 1990er in der Verkleidung als Frank Sidebottom regelmäßig im britischen Fernsehen auf und wirkte so sogar als Reporter für die Granada Reports mit. Später trat er in der TV-Show Frank Sidebottom's Proper Telly Show in B/W für den Manchester Lokalsender Channel M auf.

## The Freshies
The Freshies war eine Punkband, die von 1978 bis 1982 existierte. Sievey war dort als Sänger aktiv. Zeitweise zum Line-up gehörten Schlagzeuger Martin Jackson (später bei Magazine und Swing Out Sister) und Billy Duffy (The Cult). Sievey löste die Gruppe auf, als er mit seinem Alter Ego Frank Sidebottom erfolgreich wurde.

## Frank Sidebottom
Der Charakter Frank Sidebottom ist durch seinen großen, kugelförmigen Kopf in der Art der frühen Comics von Max Fleischer, erkennbar. Er bestand ursprünglich aus Pappmaché und wurde später aus Fiberglas nachgebaut. Frank trug meistens einen Anzug im Stil der 1950er Jahre.
Er wurde als aufstrebender Popstar aus dem kleinen Dorf Timperley, in der Nähe von Altrincham, Cheshire porträtiert. Sein Charakter war geprägt durch einen überschwänglichen Optimismus. Er war sehr enthusiastisch und schien gegenüber eigenem Versagen sehr vergesslich zu sein. Obwohl er ungefähr 35 Jahre alt war, lebte er immer noch bei seiner Mutter, über die er ständig Bemerkungen machte. Seiner Mutter dagegen war Frank Sidebottoms Popularität nicht bekannt. Er hatte manchmal einen Partner, eine Handpuppe namens „Little Frank“, die bis auf die Größe genau wie er aussah.
Im Radio war der Comic-Charakter Mrs. Merton der älteste Partner von Frank. Zusammen traten sie in der Radioshow „Radio Timperley“ auf. Zu Sidebottoms früherer „Oh Blimey Big Band“ gehörten unter anderem Mark Radcliffe und Jon Ronson. Sein Fahrer war der Moderator Chris Evans.

### Geschichte
Frank Sidebottom trat 1984 das erste Mal auf einer Promo-Single für das von Chris Sievey erdachte Computerspiel The Biz für den Sinclair ZX Spectrum auf. Frank Sidebottom war ursprünglich als Fan von Sieveys Gruppe The Freshies konzipiert, aber die Popularität der Figur sorgte dafür, dass Sievey eine zweite Karriere als Komiker einschlug. Es erschienen einige Alben, die von Frank Sidebottom handelten. Viele davon wurden von Marc Rileys Label In Tape aus Manchester verlegt.
Seinen Kultstatus erreichte der Charakter Ende der 1980er/Anfang der 1990, da Sievey extensiv mit seinem Programm tourte und vor allem in größeren Städten wie St Helens auftrat. Die Auftritte variierten, neben klassischer Stand-up-Comedy, wurden auch Tombolas veranstaltet und/oder das Publikum mit einbezogen. Im Gegensatz zu den eher schwarzhumorigen Vertretern im Komikbereich waren Sieveys Auftritte zwar etwas bizarr, aber immer familienfreundlich.
Frank Sidebottom erhielt außerdem seine eigene Comicserie im Magazin Oink!. Der Charakter war vermutlich besonders im Nordwesten Englands bekannt, da er zur Madchester-Szene gezählt wurde und im Regionalfernsehen Granada Television des ITV zu sehen war. Auf ITV lief auch die Show Frank Sidebottom’s Fantastic Shed Show. Die Show wurde von Yorkshire Television finanziert und auf verschiedenen Lokalsendern des ITV im Vereinigten Königreich ausgestrahlt. Produzent und Regisseur war Dave Behrens. Gäste waren unter anderem Adamski, Midge Ure, The Farm, Gerry Anderson und Pop Will Eat Itself.
Er trat außerdem für Channel 4, zum Beispiel in einer britischen Version der Gameshow Remote Control die von Anthony H. Wilson moderiert wurde. Er trat außerdem im Kinderprogramm des Television South (ITV) auf.
Neben dem Fernsehen trat Sievey als Frank Sidebottom im Radio auf, unter anderem für Manchesters Piccadilly Radio und für die BBC Radios 1 und 5, manchmal begleitet von dem Moderatorenduo „Mark and Lard“.
Sievey sang außerdem den Beatles-Song Being for the Benefit of Mr. Kite! auf dem Beatles-Tributalbum Sgt. Pepper Knew My Father, an dem auch Bands wie Michelle Shocked, The Christians, Sonic Youth, Billy Bragg, The Fall und Wet Wet Wet beteiligt waren. Die Erlöse des Albums kamen wohltätigen Zwecken zugute. Mit einer weiteren Beatles-Coverversion ist er auf Revolution No.9 einem ähnlich gelagerten Tribute-Album, dessen Erlös humanitären Zwecken in Kambodscha zugutekam.
In den 1990ern schwand Chris Sieveys Popularität. Er trat nur noch selten im Fernsehen auf und auch seine Liveauftritte wurden weniger. Ein Auftritt in Manchesters Club Indigo Vs Manic Street Mania im Dezember 2005 sollte sein Comeback begründen.
2006 trat Sievey auf Manchesters lokalem TV-Sender Channel M auf. Seine neue Show Frank Sidebottom’s Proper Telly Show in B/W beinhaltete sowohl Zeichentrickepisoden als auch Gaststars. Die erste Ausstrahlung war immer in Schwarzweiß, während die Wiederholungen in Farbe ausgestrahlt wurden. Er wurde außerdem als „Testbild“ eingesetzt. Sievey trat auch fünfmal für Iain Lees Radioprogramm auf dem Sender LBC auf und hatte zahlreiche Auftritte in anderen Lokalsendern.
Sievey hatte von Juli bis August 2007 eine Ausstellung seiner Bilder, Animationen und Kartons in der Nähe von Tate Britain, wo er am 3. August auftrat. Für die schottische BBC trat er in einem Weihnachtsspecial auf.
2009 und 2010 war er im Vorprogramm von John Cooper Clarke zu sehen. Einer seiner letzten Auftritte war für die Werbung zum FIFA 10-Videospiel, wo er einen Shildon F.C.-Fan verkörperte.

## Tod
Im Mai 2010 wurde bei Chris Sievey Krebs diagnostiziert. Er verstarb am 21. Juni 2010 im Wythenshawe Hospital, nachdem er zu Hause zusammengebrochen war. Zu diesem Zeitpunkt war er 54 Jahre alt. Kurz danach wurde bekannt, dass Sievey arm starb und ein ärmliches Begräbnis erhalten sollte. Ehemalige Freunde, aber auch Fans starteten eine Kampagne über Facebook und Twitter, die schließlich über 20.000 Pfund Sterling einbrachte, um ein anständiges Begräbnis zu ermöglichen. Im Zuge dieser Kampagne erreichte die Single Guess Who’s Been on Match Of Today Platz 66 der britischen Charts.
Sieveys Begräbnis folgte am 2. Juli 2010. Etwa 200 Personen besuchten die offizielle Trauerfeier. Neben der Familie waren auch frühere Wegbegleiter geladen. Am 8. Juli 2010 fand eine Feier mit 5.000 Fans in der Castlefield Arena in Manchester statt, um Sieveys Andenken zu ehren. Unter anderem traten Badly Drawn Boy und Mitglieder von Frank’s Oh Blimey Big Band auf.

## Verfilmung
Der Spielfilm "Frank" (IRL/GB 2014) beruht lose auf den Memoiren Chris Sieveys.